# Gunungiella chovimchi
Gunungiella chovimchi är en nattsländeart som beskrevs av Schmid 1968. Gunungiella chovimchi ingår i släktet Gunungiella och familjen stengömmenattsländor. Inga underarter finns listade i Catalogue of Life.